# Jonas Wolf (Bildhauer)

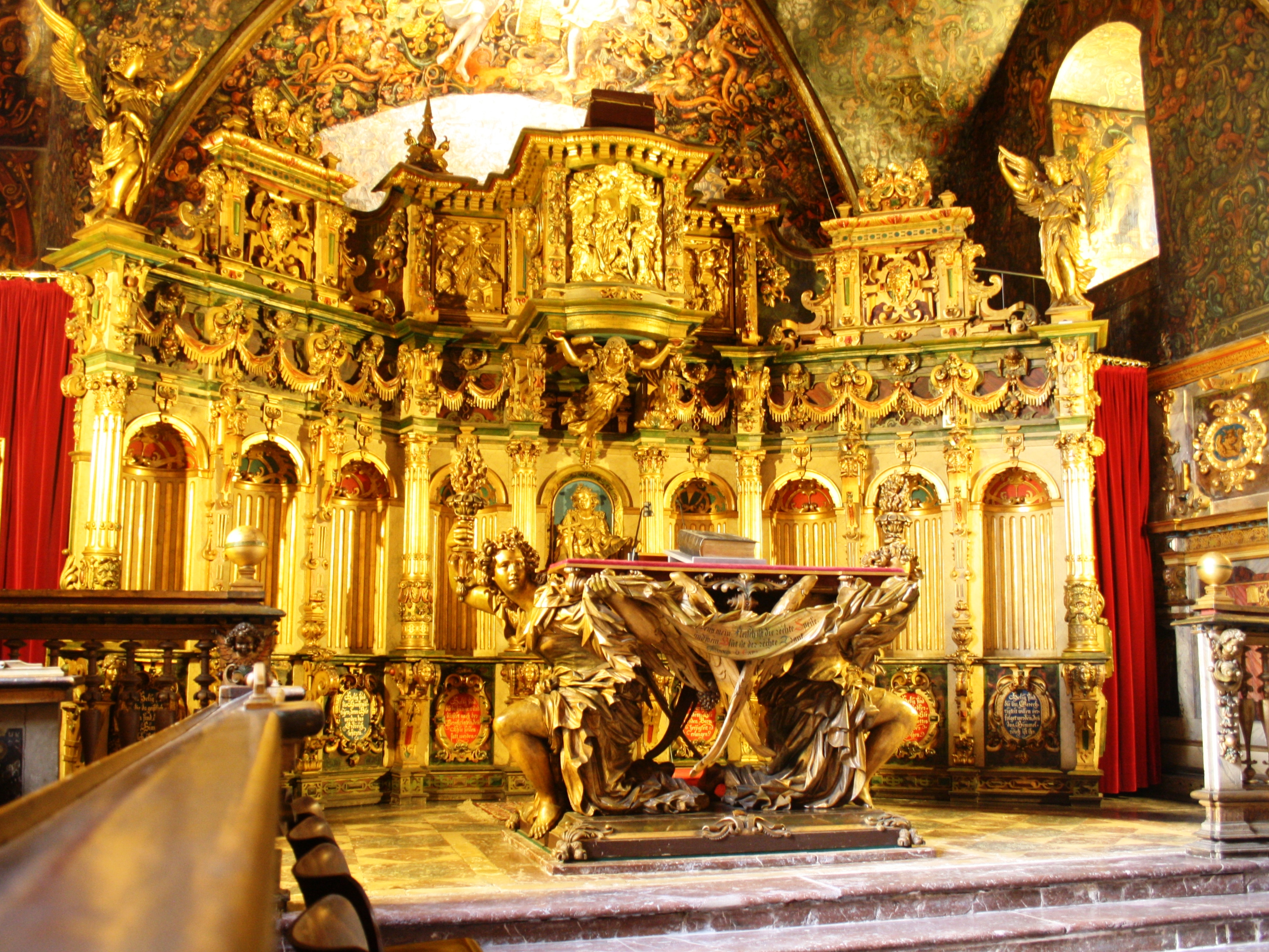
Blick auf Altar und Kanzel in der Kapelle von Schloss Bückeburg

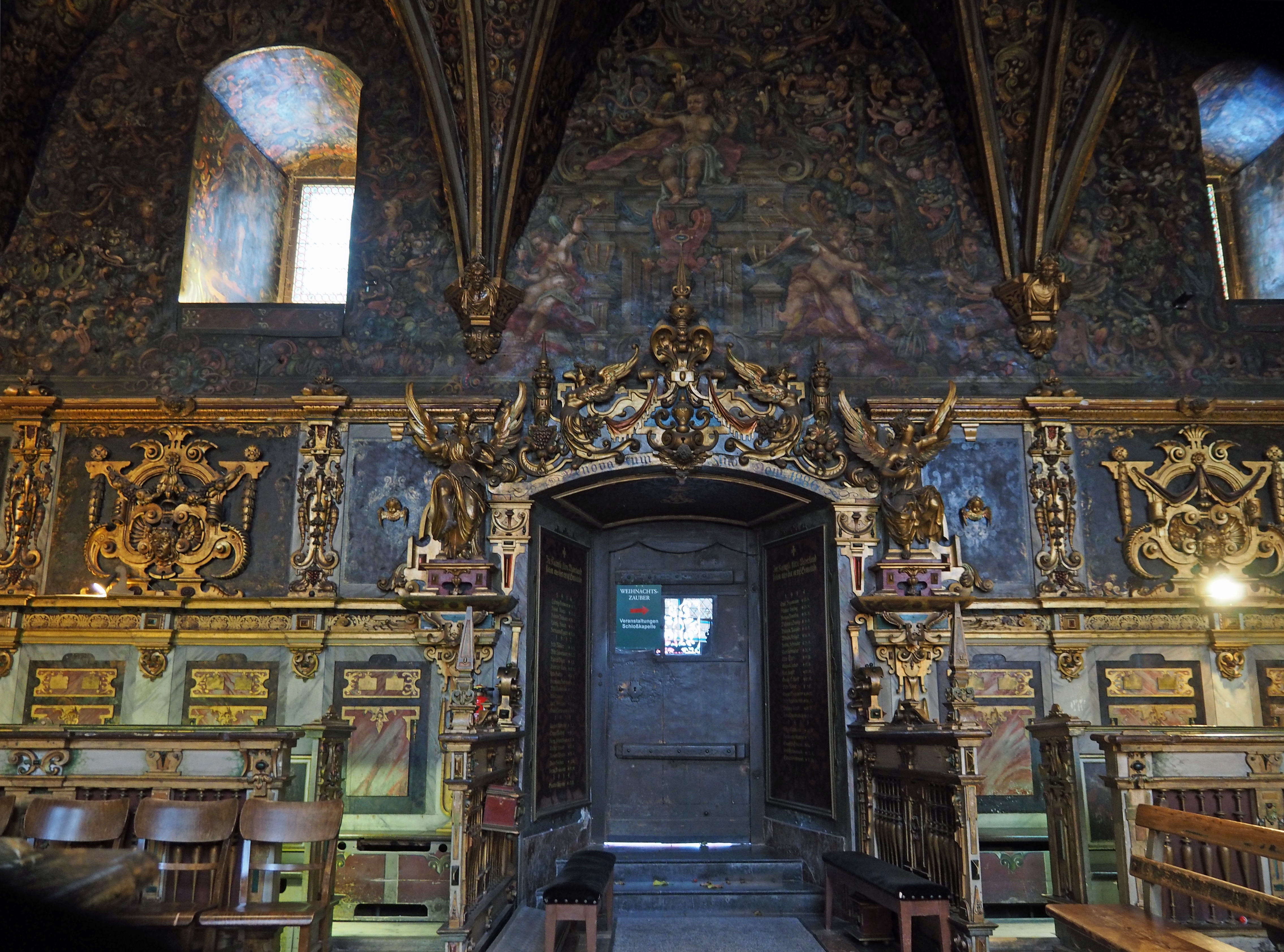
Die Holzdekorationen unterhalb des Kreuzrippengewölbes der Bückeburger Schlosskapelle schuf Jonas Wolf mit seinem Bruder Ebert

Jonas Wolf (auch: Jonas Wulf, Jons Wulff oder Jonat Wulues; * im 16. Jahrhundert; † Mitte November 1619 in Hildesheim) war ein deutscher Bildhauer der Renaissance.

## Leben und Werk
Jonas Wolf war der Sohn des Bildhauers Ebert Wolf der Ältere und der Bruder von Ebert Wolf dem Jüngeren sowie Hans Wolf.
Zwischen 1603 und 1612 war er mit seinem Vater und seinen Brüdern in  Bückeburg in Diensten von Graf Ernst III. zu Schaumburg für die Ausschmückung des Schlosses Bückeburg tätig. Mit seinem Bruder Ebert Wolf dem Jüngeren schuf er für die Kapelle von Schloss Bückeburg Teile der Kanzelbrüstung. Auch weitere dekorative Arbeiten in der Schlosskapelle wie die Holzdekorationen am Kreuzrippengewölbe werden ihm zugeschrieben Ferner war er mit seinem Bruder Hans Wolf um 1611 bis 1615 für die Ausstattung der Stadtkirche Bückeburg tätig.
Nach seinem Aufenthalt in Bückeburg ging er 1612 nach Hildesheim, wo er in dem von seinem Vater ererbten Haus im Brühl lebte und Mitte November 1619 verstarb. 1617 erhielt er den Auftrag für die Ausführung der Orgelbühne im Hildesheimer Dom beauftragt, auch fertigte er einen nicht erhaltenen Neptunbrunnen für Hildesheim.
Ab August 1619 führte er zusammen mit einem Sohn und zwei Gesellen den Aktäonbrunnen in Hannover aus, dessen Vollendung er jedoch nicht mehr erlebte.